# Rafael Escalona
Rafael Calixto Escalona Martínez (Valledupar, 26 de mayo de 1927 - Bogotá, 13 de mayo de 2009) fue un compositor colombiano, considerado uno de los mejores compositores del vallenato.
Escalona fue cofundador del Festival de la Leyenda Vallenata, junto a la gestora cultural Consuelo Araújo Noguera, y el político liberal Alfonso López Michelsen. Por su amistad con López, Escalona fue nombrado cónsul de Colombia en Colón, Panamá, una vez López llegó a la presidencia de Colombia
Sus canciones fueron grabadas por destacados artistas de la música vallenata como Guillermo Buitrago y sus acompañantes (Ängel Fontanilla, Efraín Torres y Carlos "El Mocho Rubio"), Julio Bovea (Bovea y su Vallenatos con Alberto Fernández Mindiola), Diomedes Díaz, El Binomio de Oro Rafael Orozco e Israel Romero, Jorge Oñate, Poncho y Emilianito Zuleta, Iván Villazón, y Carlos Vives, quien primero protagonizó la serie Escalona, basada en la vida del propio Rafael, y luego las grabará en varios álbumes musicales, impulsando la fama de ambos en Colombia y a nivel internacional. Entre todos estos, los importantes fueron Guillermo Buitrago (1920–1949) y sus acompañantes, quienes eran muy populares en la costa Atlántica por sus presentaciones en teatros y emisoras locales, y además pioneros del vallenato en la costa y el interior del país en la década de los años 40 del siglo pasado, y quien fueran los primeros en grabar sus composiciones utilizando la guitarra como instrumento principal, volviendo popular composiciones de Escalona como Adiós mi Maye (La Despedida), El Testamento, El Bachiller y El Jerre Jerre, camino musical por el cual también transitó Julio Bovea (1934–2009), cuyo talento musical fuera descubierto por Carrillo , y liderará también el trío musical Bovea y sus vallenatos con Bovea y Ängel Fontanilla en las guitarras y Alberto Fernández en el canto. La interpretación magistral de las canciones "La casa en el aire", "El testamento", "La molinera" y "La brasilera", todas de Escalona, fueron de las primeras grabaciones hechas del género musical dentro de la industria discográfica, cuando la norma era grabarlo en guitarra. 
Según el periódico colombiano El Espectador, Escalona "contribuyó con la calidad de sus canciones a la preservación de las tradiciones y la música vallenata, recientemente declarada por la UNESCO Patrimonio cultural inmaterial de la Humanidad".

## La Familia
Hijo de Clemente Escalona Labarcés, compositor de paseos vallenatos nacido en Ciénaga, Magdalena, coronel de La Guerra de los Mil Días, Rafael Calixto fue el séptimo de nueve hermanos: Abigaíl, Justa Matilde "La Nena", Nelson "Papa Necho", Clemente Sebastián "Pachín", Margarita María o "Magola", Jorge Isaac y Blanca Escalona Martínez.
Era sobrino de Rafael Celedón Ariza, obispo de la diócesis de Santa Marta, oriundo de San Juan del César, y hermano de su abuela por parte de madre. Este hecho quedó registrado en Cien años de soledad, donde Gabriel García Márquez se refiere a Escalona como "el sobrino del obispo". Del obispo Celedón proviene el nombre del Liceo Celedón de Santa Marta, donde Escalona recibió el título de bachiller honoris causa en 1992.
Escalona nació el 26 de mayo de 1926 y pasó su infancia en la población de Patillal, entonces parte del Magdalena Grande. Allí empezó a escuchar las historias de los amigos de su padre, veteranos de la guerra de los Mil Días, entre la cotidianidad y eventos fantásticos pueblerinos, y las historias de los juglares vallenatos como "Francisco el Hombre".
A lo largo de su vida y tuvo 20 hijos reconocidos con distintas mujeres.
A la edad de 22 años, Escalona contrajo matrimonio con Marina Arzuaga Mejía "La Maye" de cuya unión nacieron seis hijos; Ada Luz, Rosa María, Abril Margarita, Juan José, Rafael "El Pirry" y Perla Marina Escalona Arzuaga.
Luego nacieron Clemente Pachín, Marlon Rafael y Carmen Elena producto de su relación amorosa con Carmen Elena Rodríguez Corzo, conocida como "La Mona del Cañaguate".
De la relación de Escalona con Basilia Mercedes Castilla nació Berni Francisco Escalona Castilla. Le siguieron Francisco Rafael y Roda Indira Escalona Bolaño, a quienes tuvo con Solmarina Bolaño Olmedo. Taryn de Jesús Escalona Gil nació de la relación de Escalona con Rosa Gil; luego Hernando José Escalona Brochero, hijo de Escalona con Dioselina Brochero. Abigaíl Escalona Márquez, Mara Escalona Rodríguez, producto de la relación con Elda Rodríguez.
El compositor Santander Durán Escalona es hijo de su hermana Abigaíl Escalona Martínez.

## Trayectoria
Rafael Escalona: Un Legado Multifacético
Rafael Calixto Escalona Martínez, nacido en Valledupar en 1927 y fallecido en Bogotá en 2009, fue mucho más que un compositor de vallenato. Su vida fue un crisol de talentos y pasiones que lo convirtieron en una figura icónica de la cultura colombiana.
El Juglar Vallenato:
Escalona es, ante todo, reconocido como uno de los más grandes compositores de vallenato. Sus canciones, que superan las 100, son crónicas de la vida cotidiana en el Magdalena Grande. A través de sus letras, retrató personajes, paisajes y costumbres, preservando la memoria de su tierra. Obras maestras como "La casa en el aire", "El testamento" y "Jaime Molina" son himnos del folclor vallenato.
El Escritor y Narrador:
Su talento no se limitó a la música. Escalona incursionó en la literatura con dos obras destacadas:
"La Casa en el Aire": Una novela autobiográfica que narra su infancia y juventud en Patillal, explorando sus sueños y aventuras.
"Nicolás Lagartija": Un cuento que refleja su vida como agricultor en la Sierra Nevada de Santa Marta, mostrando su conexión con la naturaleza.
Otras Facetas Creativas:
Pintura: En su juventud, Escalona mostró aptitudes para la pintura, influenciado por su amigo Jaime Molina.
Diseño: Su creatividad se extendió al diseño, donde dejó muestras de su particular estilo.
Gastronomía: Escalona fue un apasionado de la cocina, disfrutando de los sabores tradicionales de su región.
Influencia en la Política:
Su amistad con el presidente Alfonso López Michelsen lo llevó a incursionar en la política. Fue cónsul de Colombia en Colón, Panamá, y Agregado Cultural de la Presidencia de la República, desde donde promovió la cultura vallenata.
Un Legado Imborrable:
Escalona fue cofundador del Festival de la Leyenda Vallenata, un evento crucial para la preservación y difusión del vallenato. Su vida fue llevada a la televisión en la exitosa serie "Escalona", protagonizada por Carlos Vives, lo que contribuyó a popularizar su obra a nivel nacional e internacional.
Para salvaguardar su legado cultural y patrimonial, el maestro Rafael Escalona creó la Fundación Rafael Escalona con sede en Bogotá, la única entidad autorizada en el mundo para manejar los derechos de su obra y su legado.
Su legado trasciende la música y la literatura. Rafael Escalona fue un cronista de su tiempo, un hombre que supo capturar la esencia de su tierra y su gente.Cursó sus estudios básicos en Patillal junto a su amigo y pintor Jaime Molina, quien le quitó la inspiración en el arte de la pintura al ser mejor que él, y luego en el Colegio Nacional Loperena de Valledupar, donde compuso una de sus primeras canciones; El profe Castañeda.
Fue enviado a estudiar el bachillerato al Liceo Celedón de Santa Marta, pero no terminó. Sin embargo, su paso por el liceo fue inspiración de varios temas como El hambre del Liceo y El testamento. En 1991, se graduó de bachiller del Colegio Nacional Loperena en ceremonia presidida por el gobernador del César, Abraham Romero Ariza, el alcalde de Valledupar, Aníbal Martínez, Gustavo Gutiérrez Cabello y Santander Durán Escalona. En 1992 recibió el título de Bachiller Honoris Causa por parte del Liceo Celedón.
Poco a poco fue recogiendo historias que serían la base de sus composiciones, la primera canción fue compuesta en febrero de 1943, cuando contaba con 15 años; siguieron más de 100 composiciones, melodías en las que no solamente se puede reconstruir su vida, sino también la de parte del Magdalena Grande, compuesto por los actuales departamentos de Magdalena, César y La Guajira; aporte que le ha dado a la música vallenata hasta convertirla en símbolo cultural de Colombia.

### Amistad con García Márquez
Escalona y el escritor Gabriel García Márquez se conocieron por medio del pintor Alejandro Obregón y otros miembros del Grupo de Barranquiila en La Cueva en Barranquilla, y forjaron una gran amistad.
Luego Escalona fue inmortalizado por García Márquez en El coronel no tiene quién le escriba, así como en Cien años de soledad: "En el último salón abierto del desmantelado barrio de tolerancia un conjunto de acordeones tocaba los cantos de Rafael Escalona, el sobrino del obispo, heredero de los secretos de Francisco el Hombre".
En 1982 Escalona hizo parte de la comitiva que acompañó a García Márquez a recibir el Premio Nobel de Literatura, al lado de Consuelo Araújo Noguera, Pablo López, Los Hermanos Zuleta (Poncho y Emilianito), al compás de cantos y acordeones vallenatos en Estocolmo, Suecia.

### La serie de televisiónEscalona
Sus vivencias como compositor y cantante y las de sus amigos, sirvieron como base para la creación en 1991 de la serie de televisión "Escalona" que fue protagonizada por el cantante y actor Carlos Vives, dirigida por el cineasta Sergio Cabrera, guion de Bernardo Romero Pereiro, basado en el libro escrito por Daniel Samper Pizano.
2006 Recibe innumerables reconocimientos en los que se destaca el premio Latin Grammy Vida Y Obra

## Muerte
Falleció a la edad de 82 años, el 13 de mayo de 2009 a las 4:36 de la tarde en la Fundación Santa Fe de Bogotá, debido a complicaciones respiratorias sumadas a una insuficiencia hepática y problemas intestinales.
Las honras fúnebres se llevaron a cabo en Valledupar, donde miles de personas se reunieron vestidas de blanco. La multitud coreó sus canciones vallenatas al ritmo de acordeones de Los Niños del Vallenato Escuela 'Rafael Escalona' que acompañaron su sepelio en el cementerio Central de Valledupar. En el entierro también hicieron presencia el entonces presidente Álvaro Uribe y su ministra de Cultura, Paula Marcela Moreno los cantantes Diomedes Díaz y Carlos Vives, acompañados de varios acordeoneros del folclor vallenato.

## Publicaciones
- Escalona, Rafael (1991) La Casa en el Aire: Escalona escribió su primera obra literaria en forma de novela llamada "La Casa en el Aire",[18][9] la cual narra la primera parte de su biografía, el Escalona de niño, soñador y aventurero de la mano del Viejo Pedro, un viejo personaje de la población de Patillal quien despertaría en él las ganas de narrar las historias de su pueblo y su tierra.[19]

- Escalona, Rafael (2006). Nicolás Lagartija. Colombia: U. Cooperativa de Colombia. ISBN 9789588325347.: En 2006 publicó su segunda obra literaria llamada "Nicolás Lagartija", un cuento enmarcado en su vida de agricultor y finquero en las estribaciones de las Sierra Nevada de Santa Marta.[20]

## Honores y reconocimientos
A lo largo de su vida artística el maestro Escalona recibió una gran cantidad de reconocimientos, entre los más importantes figura el otorgado en 2005 por su trayectoria musical en el Rockefeller Center de Nueva York por parte de la junta directiva de los Grammy Latinos.
El Proyecto de Ley 349 de 2009, el Senado de Colombia declaró "Patrimonio Cultural y Artístico de la República de Colombia la Obra Musical y Literaria del Compositor Rafael Calixto Escalona Martínez".
La tarima en la plaza principal de Patillal lleva el nombre de "Rafael Escalona" en su honor.
En el Festival de la Leyenda Vallenata, Escalona ha sido el principal homenajeado en las versiones de 1998, 2004, 2010 y ya fue anunciado que también se le rendirá tributo en la versión de 2017.
Con motivo del natalicio 90 de Escalona, el 26 de mayo de 2017, el gobierno de Colombia a través del Ministerio de Tecnologías de la Información y Comunicaciones lanzará una estampilla en su homenaje, se iluminará la Torre Colpatria de Bogotá.